# دیلن مینت
دیلن مینت (به انگلیسی: Dylan Minnette) (زاده ۲۹ دسامبر ۱۹۹۶) بازیگر و موزیسین آمریکایی است. او بیش‌تر برای بازی در نقش کلی جنسن در سریال ۱۳ دلیل برای اینکه از شبکه نت‌فلیکس شناخته می‌شود. از دیگر آثار او می‌توان به سریال لاست، فرار از زندان (در نقش کودکی مایکل اسکافیلد) و سریال بیدار اشاره کرد. مینت همچنین در فیلم‌های سینمایی مختلفی همچون بگذار وارد شوم، الکساندر و روز وحشتناک، افتضاح، ناگوار، خیلی بد، مورمور، زندانیان و نفس نکش حضور پیدا کرده‌است.

## گزیده فیلم‌شناسی
- بازی برای زندگی (۲۰۰۷)
- فرد کلاوس (۲۰۰۷)
- مسابقه برفی (۲۰۰۸)
- گروهک (۲۰۰۸)
- بگذار وارد شوم (۲۰۱۰)
- روز کارگر (۲۰۱۳)
- زندانیان (۲۰۱۳)
- الکساندر و روز وحشتناک (۲۰۱۴)
- مورمور (۲۰۱۵)
- نفس نکش (۲۰۱۶)
- هنرمند فاجعه (۲۰۱۷)
- خانه باز (۲۰۱۸)

جیغ ۵ (۲۰۲۲)

## مجموعه تلویزیونی
- دریک و جاش (۲۰۰۵) یک اپیزود
- دومرد و نصفی (۲۰۰۵) یک اپیزود
- فرار از زندان (۲۰۰۵_۲۰۰۶)
- مد تی وی (۲۰۰۶)
- سال بدون بابانوئل (۲۰۰۶)
- (نجات گریس (۲۰۰۸–۲۰۰۷)
- آناتومی گری (۲۰۰۷) یک اپیزود
- زمزمه گر ارواح (۲۰۰۸) یک اپیزود
- قواعد نامزدی (۲۰۰۸) یک اپیزود
- منتالیست (۲۰۰۸) یک اپیزود
- سوپر نچرال (۲۰۰۹) یک اپیزود
- لاست (۲۰۱۰) چهار اپیزود
- متوسط (۲۰۱۰) یک اپیزود
- (Men of a Certain Age (2010_2011 چهار اپیزود
- به من دروغ بگو (۲۰۱۱) یک اپیزود
- (Against the Wall (2011 دو اپیزود
- R. L. Stine's The Haunting Hour: The Series (2011
- (Awake (2012
- نظم و قانون واحد قربانیان ویژه (۲۰۱۲) یک اپیزود
- (Major Crimes (2012 یک اپیزود
- نیکیتا (۲۰۱۳) یک اپیزود
- مرا نجات بده (۲۰۱۳) یک اپیزود
- مأموران شیلد (۲۰۱۴) یک اپیزود
- رسوایی (۲۰۱۴)
- ۱۳ دلیل برای اینکه (۲۰۱۷_۲۰۲۰) نقش اصلی